# Anselm Nogués
Anselm Nogués i Garcia (Valls, 27 de marzo de 1864 - Barcelona, 3 de marzo de 1938) fue un escultor español. Evolucionó de un estilo monumental y academicista a un realismo centrado mayoritariamente en la temática religiosa.

## Biografía
Formado en la escuela de la Lonja, fue discípulo de Rossend Nobas y Agapito Vallmitjana. La diputación provincial de Tarragona le concedió una beca para estudiar en París (1884). Con su obra Tipo catalán ganó una medalla en la Exposición Universal de París de 1889. También obtuvo un premio por su obra Perro en la Exposición de Bellas Artes de Barcelona de 1894.
En 1894 intervino con otros escultores en la decoración escultórica del palacio de Justicia de Barcelona, donde elaboró la estatua de Antonio Agustín.
En 1915 elaboró el busto de Lluís Dalmau para la fachada del palacio del Parlamento de Cataluña, dentro de un conjunto de bustos dedicados a personajes vinculados con el arte, ya fuese artistas o historiadores, casi todos ellos catalanes, obra de diversos escultores.
Fue autor también de las esculturas de los humanistas Antonio de Nebrija y Antonio Agustín en la fachada de la Biblioteca Nacional de Madrid; la estatua de Lluís Bonifaç para un mausoleo en el cementerio de Pueblo Nuevo; la talla policromada de Cristo en la cruz de la iglesia de la Bonanova de Barcelona; y La Coronación de Espinas del Tercer Misterio de Dolor, en el Rosario Monumental de Montserrat (1901), en colaboración con el arquitecto Enric Sagnier. En Karachi (Pakistán) elaboró un Monumento al Corazón de Jesús, y en el monasterio de Lluc (Mallorca) cuatro altorrelieves de los Misterios de Gozo. Tiene también varias obras en Valls, su ciudad natal: una imagen de la Virgen para la iglesia del Carmen (1924), un busto de Lluís Bonifaç (1925) y los ángeles del retablo del santuario de Lledó (1930).